# Карлентини
Карлентѝни (на италиански: Carlentini, на сицилиански Carruntini, Карунтини) е град и община в южна Италия, провинция Сиракуза, автономен регион Сицилия. Разположен е на 190 m надморска височина. Населението на града е 17 536 души (към 2010 г.).
Произходът на селището е свързан със съседния античен град Лентини. Карлентини бил създаден през 16 век в чест на императора Карл V, затова името на града значи „Карлов Лентини“.